# Achtkarspelen
Achtkarspelen  è una municipalità dei Paesi Bassi di 28 091 abitanti situata nella provincia della Frisia.

## Geografia antropica

### Suddivisioni amministrative
| Località                | Nome in frisone        | Nr. abitanti | Buurtschappen                                                                 |
| ----------------------- | ---------------------- | ------------ | ----------------------------------------------------------------------------- |
| Buitenpost              | Bûtenpost              | 5 851        | De laatste Stuiver (De léste Stuver), Lutkepost (Lytsepost)                   |
| Surhuisterveen          | Surhústerfean          | 5 820        |                                                                               |
| Harkema                 | De Harkema             | 4 235        |                                                                               |
| Kootstertille           | Koatstertille          | 2 595        | De Kooten (De Koaten), Opperkooten (Opperkoaten)                              |
| Twijzelerheide          | Twizelerheide          | 1 889        |                                                                               |
| Drogeham                | Droegeham              | 1 751        | Buweklooster (Bouwekleaster), Hamshorn (Hamsherne)                            |
| Surhuizum               | Surhuzum               | 1 371        | Kortwoude (Koartwâld), Ophuis (Ophûs), Surhuizumer Mieden (Surhuzumer Mieden) |
| Augustinusga            | Stynsgea               | 1 332        | Blauwverlaat (Blauforlaet), Rohel (Reahel), Roodeschuur (Reaskuorre)          |
| Gerkesklooster-Stroobos | Gerkeskleaster-Strobos | 1 140        |                                                                               |
| Boelenslaan             | Boelensloane           | 1 145        |                                                                               |
| Twijzel                 | Twizel                 | 1 093        |                                                                               |